# Hrabstwo Hudson

Piramida wieku hrabstwa

Hudson – hrabstwo w stanie New Jersey w USA. Populacja liczy 634 266 mieszkańców (stan według spisu z 2010 roku).

## Geografia

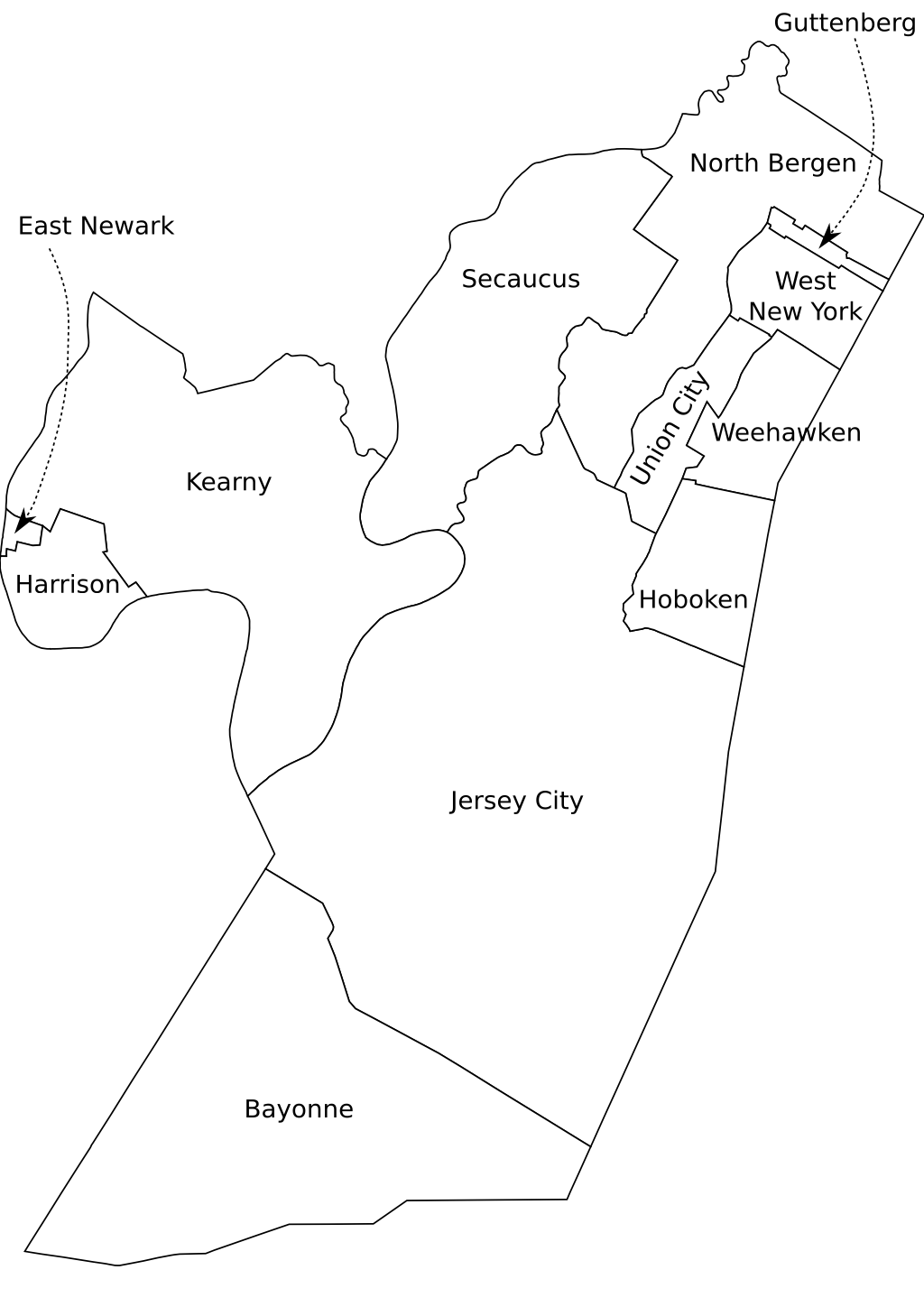
Podział administracyjny hrabstwa

Powierzchnia hrabstwa to 162 km². Gęstość zaludnienia wynosi 3915 osób/km².

### Wybrane miejscowości
- Bayonne
- Jersey City
- Hoboken
- Union City
- West New York
- Guttenberg
- Secaucus
- Kearny
- Harrison

### Sąsiednie hrabstwa
Hrabstwo posiada granicę lądową tylko z hrabstwem Bergen.

## Przypisy

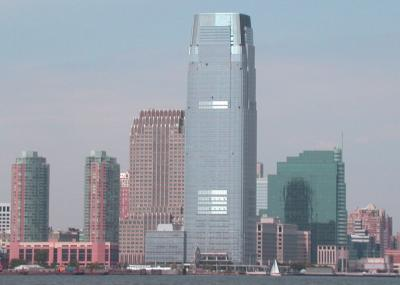
Panorama Jersey City